# UC Browser
UC Browser est un navigateur mobile développé par UCWeb, une société chinoise d'internet mobile (aussi connu sous le nom UC Mobile). Il est disponible sur Android, iOS, Windows Phone, Symbian, Java ME, et BlackBerry.
UC Browser atteint 500 millions d'utilisateurs mondiaux en mars 2014.
Selon StatCounter, UC browser est en 2016 le troisième navigateur mobile le plus utilisé dans le monde.

## Fonctionnalité
Le navigateur utilise l'accélération cloud et une technique de compression de données. Les serveurs de UC Browser agissent comme un proxy qui compresse les données de pages Web avant de l'envoyer aux utilisateurs[incompréhensible]. Ce processus permet au contenu Web de charger plus rapidement le contenu. Le navigateur peut s'adapter à différents environnements de réseau et de supporter le multi-téléchargement de fichiers. 
UC Browser est disponible sur plusieurs plates-formes mobile pour un total de 500 millions.

### UC+: HTML5, WebApp et Add-ons
En juillet 2013, UCWeb annonce UC+ Open Platform. Cette plate-forme se compose d'un magasin de WebApp, une plate-forme d'add-on et une plateforme de gestion de marque-page. Le lancement concorde avec le lancement de UC Browser v9.2 pour Android.
Les développeurs peuvent utiliser un SDK fourni pour créer des programmes qui peuvent être appelés dans différents scénarios d'utilisation La plateforme de marque-page permet aux sites web partenaires à mettre en place un QR-code pour que les utilisateurs du navigateur puissent ajouter une page Web à leurs signets.

### Gestionnaire des téléchargements
Le navigateur supporte plusieurs téléchargement à la fois.  Le navigateur permet aussi de mettre en pause un téléchargement.
La nouvelle version[Laquelle ?] du gestionnaire de téléchargement améliore la résolution des problèmes lors d'un téléchargement comme une connexion internet intermittente.
Le processus de téléchargement continuera même après que vous fermez complètement le navigateur et le processus de téléchargement reprendra automatiquement si le téléchargement est interrompu pour une raison quelconque. Le gestionnaire de téléchargement trie automatiquement les fichiers téléchargés en fonction de leur type et les place dans les dossiers respectifs.

### Compression des données
La compression des données réduit la consommation de données.

### Système cloud
Le navigateur utilise un système cloud pour distribuer les données sur les serveur proche pour un affichage plus rapide. Le mode "Voir plus tard" met en cache les pages Web avec leurs vidéos, images et du texte pour une consultation hors ligne.

### Fonctions sociales
UC Browser peut être utilisé pour partager des éléments sur Facebook ou Twitter, la version Windows phone permet davantage d'options de partage[Lesquelles ?].

## Plateformes
UC Browser est disponible pour de nombreux systèmes d'exploitation comme : Android, iOS, Windows, Windows Phone 8, BlackBerry,Kaios ou encore Symbian.
Android représente la principale base d'utilisateurs du navigateur, avec 300 millions sur les 500 millions d'utilisateurs total. Il y a trois versions de UC Browser disponible sur Google Play, UC Browser Mini for Android, UC Browser for Android, et UC Browser HD for Android.

### iOS
UC Browser pour iOS a été lancé en 2010. Il y a deux versions d'UC Browsers disponible sur App Store, UC Browser+ for iPhone  et UC Browser+ HD for iPad.

### Windows
UC Browser 5.58 est actuellement disponible pour Windows,

### Windows Phone
UC Browser est disponible pour Windows Phone depuis le début de 2012, et est devenu le troisième navigateur le plus téléchargé sur cet OS,. 

## Stratégie de localisation
La société a annoncé sa stratégie "Going Glocal" en 2012. En fournissant des versions différentes pour l'anglais, le russe, l'indonésien, le vietnamien et d'autres langues, l'entreprise espère mieux servir sa base internationale d'utilisateurs en pleine croissance. La société se réfère à des designers et des experts pour s'adapter aux cultures locales et aux goûts locaux. Le logo de UC Browser a été remanié en décembre 2012, au départ un écureuil de style bande dessinée, le logo est devenu icône plus abstrait et stylisé, plus en ligne avec les designs internationaux.

## Partenariats
UCWeb personnalise son navigateur pour les clients indiens de Vodafone en mai 2013.
En mai 2013, UCWeb annonce un partenariat avec Trend Micro. Selon l'accord, les deux sociétés vont travailler à fournir des évaluations de sécurité Web mobiles dans le navigateur.
En août 2013, UC Browser fournit des canaux de distribution des entreprises comme AppURL Initiative.
En août 2013, Gameloft autorise UC Browser à vendre ses produits

## Réception

### Parts de marché
UC Browser affirme avoir atteint 500 millions d'utilisateurs en mars 2014, qui découle de sa large base d'utilisateurs en Chine, en Indonésie, Pakistan et du marché indien en pleine croissance.
En octobre 2012, UC Browser dépasse Opera sur Android app dans la catégorie téléchargement de Google Play en Inde pour la première fois.
Selon StatCounter, UC Browser a dépassé Opera comme navigateur mobile en Inde avec 32,82 % de la part de marché contre 26,91 % pour Opera. Google Zeitgeist 2013 a révélé que les applications mobiles "les plus recherchées" en Inde ont été dominées par des applications de messagerie et de navigation, avec WhatsApp et UC Browser en tête des classements.
Le navigateur est particulièrement présent sur le continent asiatique. Selon StatCounter, les parts de marchés de UC Browser en septembre 2018 sont en  :
- Inde : 27,02 %
- Ouzbékistan : 16,07 %
- Émirats arabes unis : 13,49 %
- Chine : 13,11 %
- Indonésie : 11,79 %
- Pakistan : 9,22 %
- Bangladesh : 8,10 %
- Arabie Saoudite : 5,78 %

### Sécurité et critiques
En mai 2015, des documents, liées à l'affaire Edward Snowden, fuitent et révèlent que l'Australian Signals Directorate (ASD) a identifié des points faibles dans la sécurité d'UC. Son utilisation très répandue en Chine, en Inde et en Asie du Sud est particulièrement attrayante pour l'ASD. En coopération avec ses partenaires Five Eyes, l'ASD hacke UC Browser et infecte avec un spyware des smartphones. Dans le processus, il a été découvert qu'une autre agence de renseignement avait également piraté UC Browser et l'utilisait dans des opérations ciblées sur les pays occidentaux.
En mai 2015, un groupe de recherche appelé Citizen Lab a publié des informations à la suite de cette fuite. Le laboratoire a testé deux versions de UC Browser, une en anglais et l'autre en chinois mandarin. Le rapport souligne que la version anglaise de UC Browser « semble mettre en œuvre le chiffrement de manière cohérente ».